# Benjamin Godard
Pour les articles homonymes, voir Godard.
Benjamin Louis Paul Godard est un compositeur français né le 18 août 1849 à Paris et mort le 10 janvier 1895 à Cannes.

## Biographie
Né le 18 août 1849 dans une famille mélomane de commerçants, Benjamin Godard étudie le violon dès ses plus jeunes années auprès de Richard Hammer et Henri Vieuxtemps , comme sa sœur Magdeleine, qui sera violoniste, puis il entre au Conservatoire de Paris en 1863, où il travaille la composition avec Henri Reber.
À l'âge de dix-sept ans, il compose sa première sonate pour violon et piano. Il obtient le prix de la ville de Paris en 1878 pour sa symphonie dramatique Le Tasse pour solistes, chœur et orchestre, et l'année suivante le prix Chartier pour ses œuvres de musique de chambre.
En 1887, il devient professeur de la classe d'ensemble instrumental du Conservatoire de Paris, succédant à René Baillot. Son chef-d'œuvre Jocelyn (créé à Bruxelles le 25 février 1888), d'après un poème de Lamartine, dont on retient la célèbre Berceuse, révèle le meilleur du talent lyrique du compositeur. Un autre opéra, Dante, est représenté à l'Opéra-Comique le 13 mai 1890.
Godard écrit encore deux opéras, édités par Julien Hamelle : La Vivandière, dont l'orchestration fut terminée par Paul Vidal (création  à Bruxelles, à La Monnaie, le 21 mars 1893, et à  titre posthume à Paris le 1er avril 1895), et Les Guelfes, représenté (également à titre posthume) à Rouen le 17 janvier 1902.
Il compose aussi plusieurs symphonies dont trois à programme — la Symphonie gothique op. 23 (1874), la Symphonie orientale op. 84 (1884) et la Symphonie légendaire op. 99 (1886) — deux concertos pour violon (op. 35 et 131), deux concertos pour piano (op. 31 et 148), trois quatuors à cordes (op. 33, 37 et 136), quatre sonates pour violon et piano (op. 1, 2, 9 et 12), une sonate pour violoncelle et piano (op. 104) et deux trios avec piano (op. 32 et 72), une centaine de mélodies. Deux de ses œuvres les plus réussies sont le Concerto romantique pour violon et orchestre op. 35 (1876) et le Concerto pour violon no 2 en sol mineur op. 131 (1891), qui sont à la fois d'une écriture habilement virtuose pour le violon et d'une sensibilité romantique qui se rattache à celle du milieu du XIXe siècle.
Atteint de tuberculose, il se retire sur la Côte d'Azur en 1892, où il meurt au début de l'année 1895, âgé de quarante-cinq ans.

### Décoration
Il avait été nommé chevalier de la Légion d'honneur en 1889.

## Œuvres publiées
En 1895, l'éditeur new-yorkais G. Schirmer publia un recueil en deux volumes des œuvres pour piano.
Paolo Gallico en publia un autre à New York en 1909.
6 Fables de Jean de La Fontaine, La Laitière et le Pot au Lait, La Cigale et la Fourmi, Le Renard et le Corbeau, Le Coche et la Mouche, Le Renard et les Raisins, Le Rat des Villes et le Rat des Champs. (1872)

## Hommages
- Une rue du 16e arrondissement de Paris porte son nom.
- À proximité de cette rue, un monument dû au sculpteur Jean-Baptiste Champeil, composé d'un buste sur un haut socle décoré, fut érigé en 1904 dans le square Lamartine. Ce buste est également au théâtre national de l'Opéra-Comique. Le monument du square Lamartine comportait à l'origine deux personnages en bronze disposés contre le socle[19] ; ils ont disparu sans doute durant l'occupation allemande pour la récupération du métal.
- Un étang dans la forêt de Montmorency porte son nom : l'étang Godard.
- Une autre rue portant son nom et dans laquelle on trouve la maison où il vécut une partie de son existence (portant une plaque à sa mémoire) se trouve à Villiers-Adam (95840). C'est dans l'église de cette petite ville qu'a été donnée, le dimanche 24 mai 2015, la première mondiale de ses trois quatuors à cordes, interprétés par le quatuor Élysée.
- Une rue et un petit square à Taverny portent son nom. Dans le square est érigé son buste en bronze. Le compositeur a en effet passé une grande partie de son enfance à Taverny, son père ayant été maire de la ville de 1855 à 1859[20].
- Au no 34 de la rue Pigalle (9e arrondissement de Paris), où il vécut, est apposée une plaque datée de 1920.

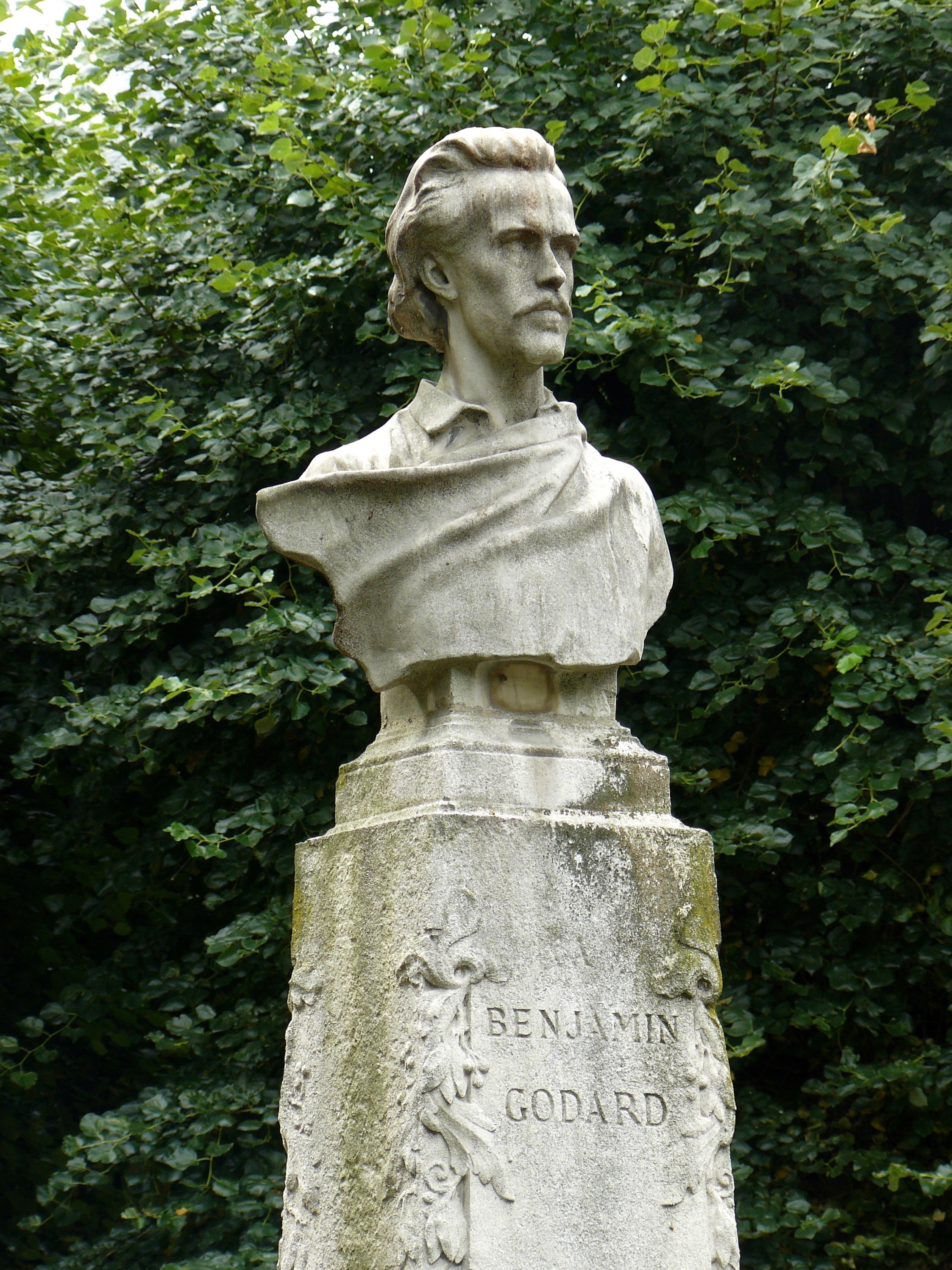
Monument dans le square Lamartine.
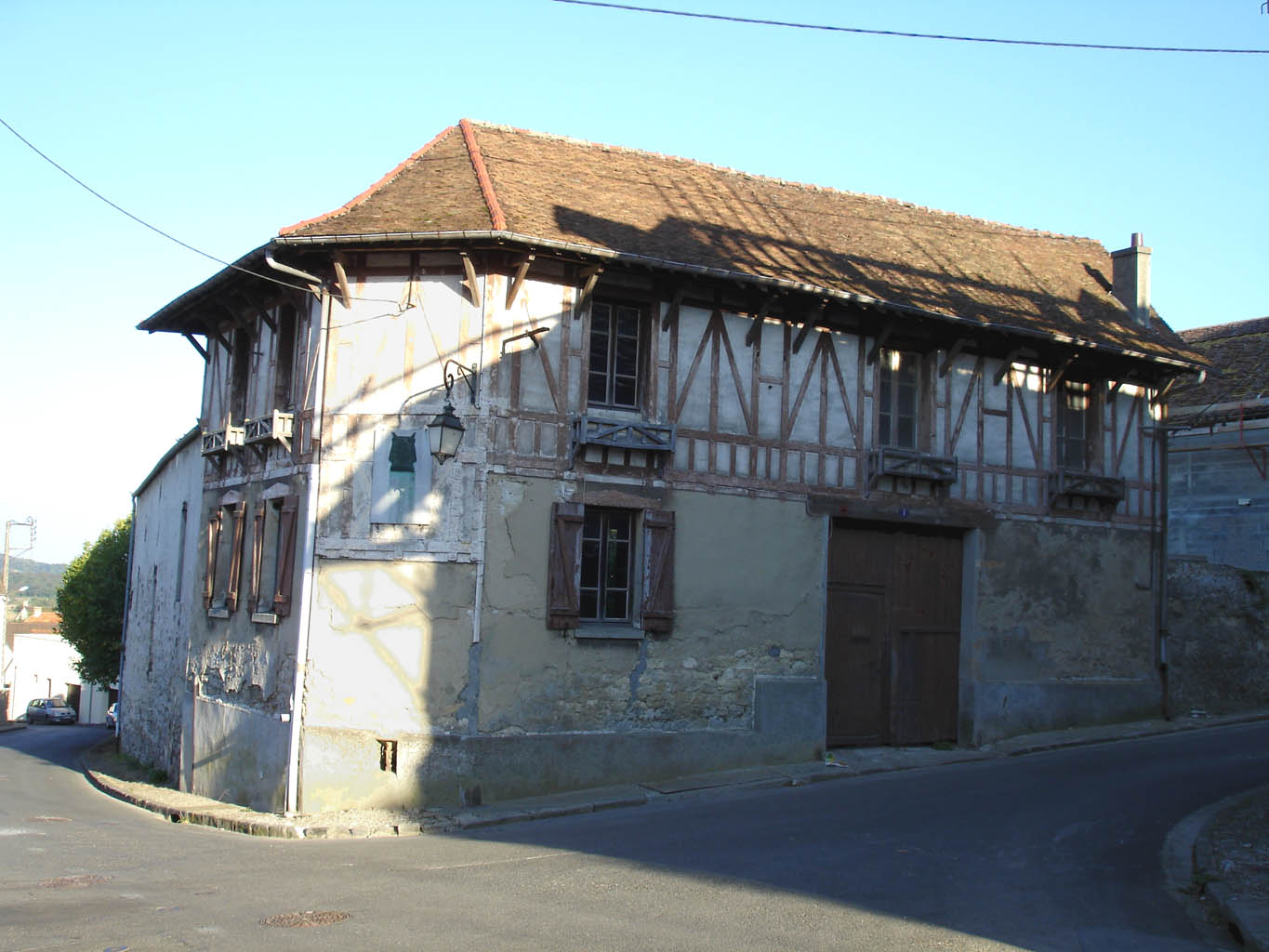
Maison de Benjamin Godard, dans la rue Benjamin-Godard, à Villiers-Adam.
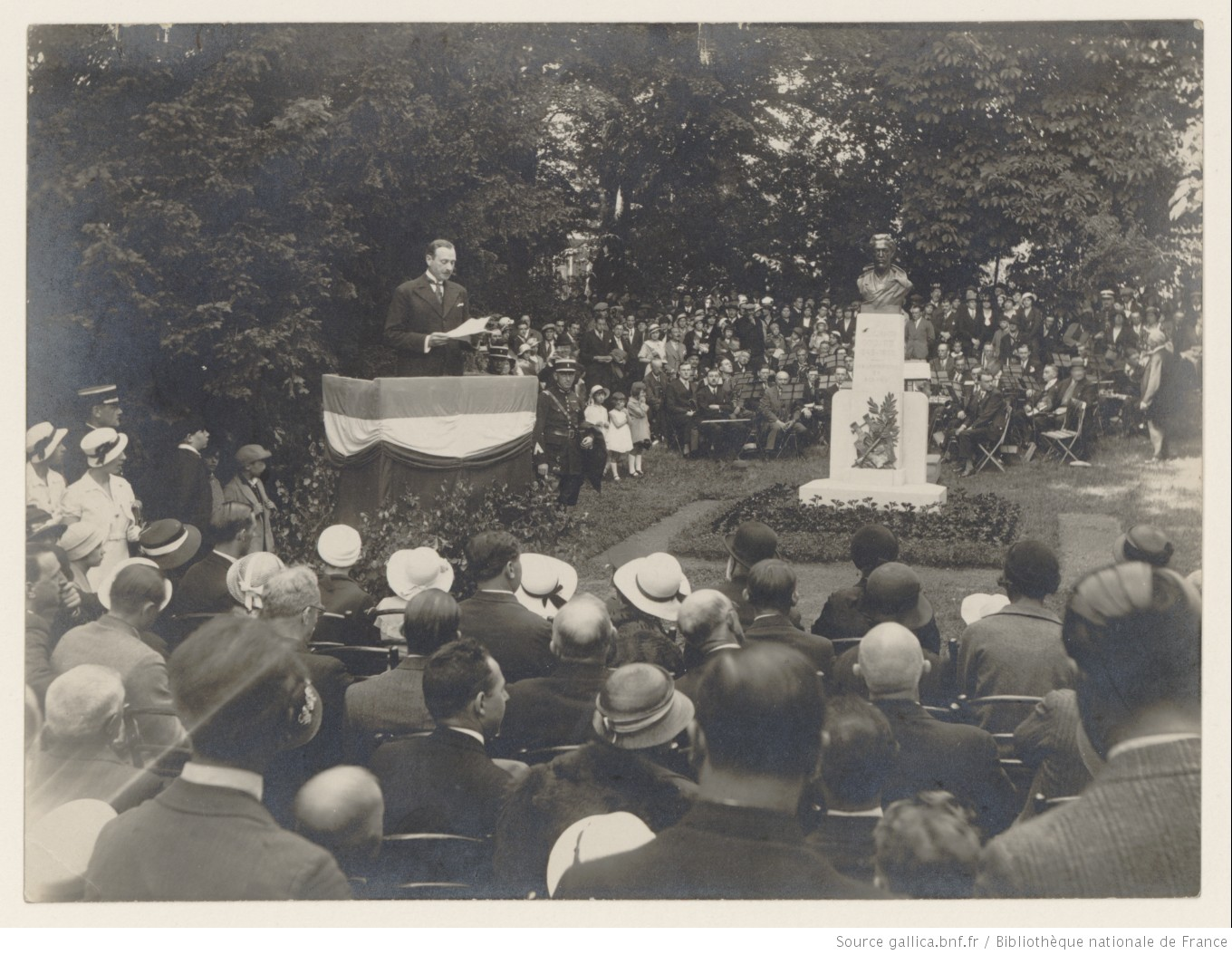
Monument Benjamin Godard à Taverny.
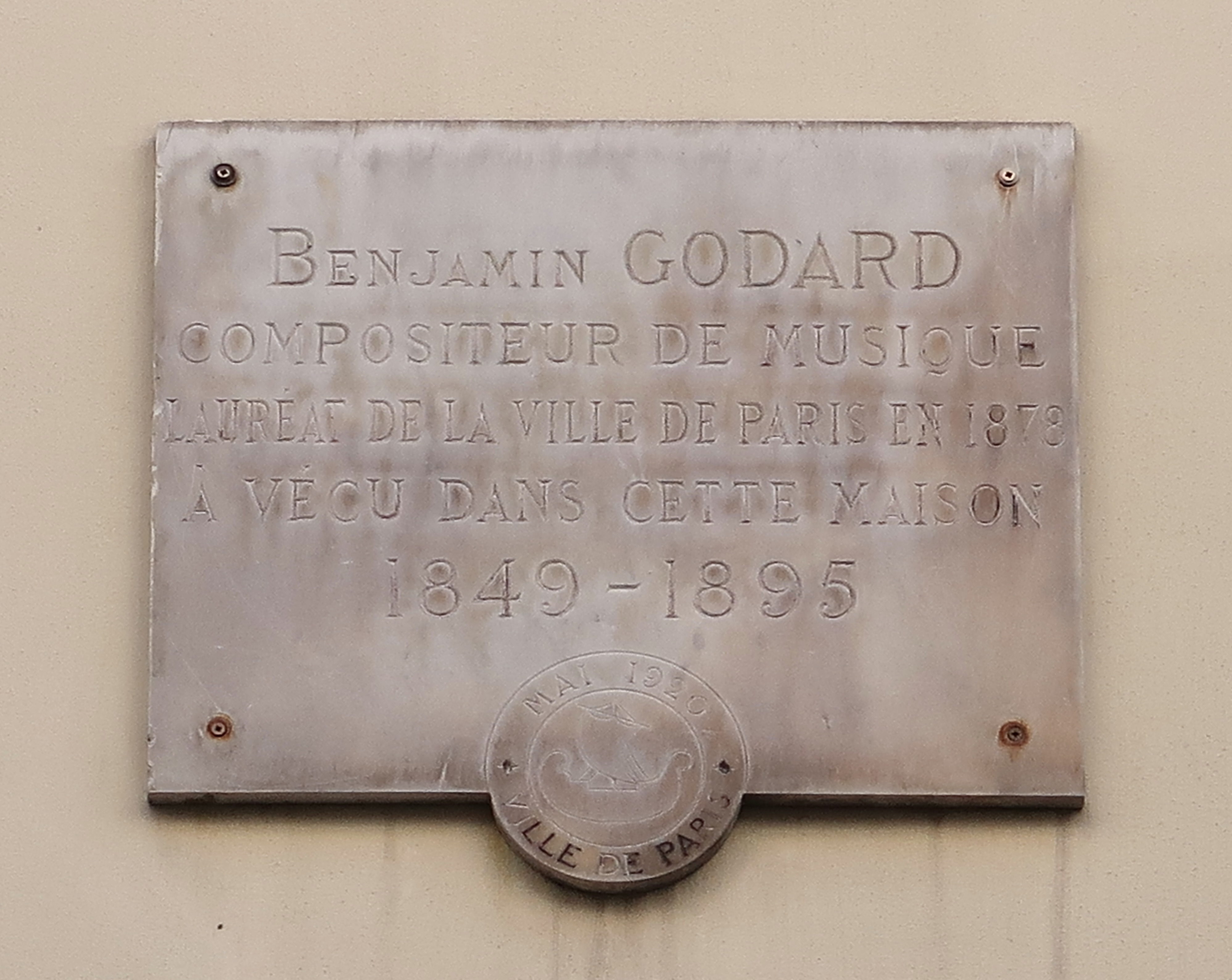
Plaque à Paris.

## Discographie sélective

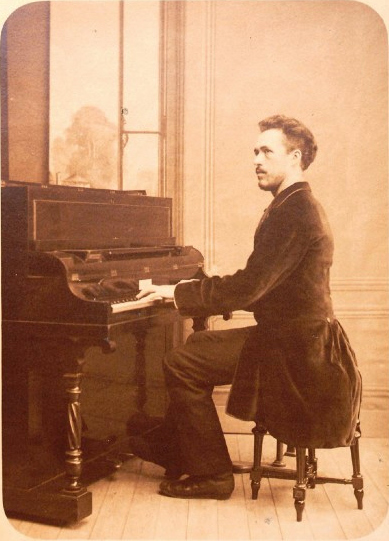
Benjamin Godard au piano.

- Benjamin Godard, Dante, Ulf Schirmer (direction d'orchestre), Véronique Gens, Edgaras Montvidas, Rachel Frenkel, Jean-François Lapointe, « Dante », Palazzetto Bru Zane, 2017.
- La Vivandière : Air de l'Acte 1 n° 4 "Viens avec nous, petit !" : Marilyn Horne (mezzo-soprano), Orchestre Philharmonique de Monte-Carlo, Lawrence Foster (direction d'orchestre), Erato - 1984 (compléments : airs d'opéras de Auber, Saint-Saëns, Offenbach, Gounod, Massenet, Donizetti, Cherubini)
- Concertos pour violon et orchestre no 1 "Romantique" op. 35 & no 2 op. 131 + Scènes poétiques op. 46 : Chloé Hanslip (violon), Slovak State Philharmonic Orchestra : Kirk Trevor (direction d'orchestre), Naxos - 2007
- Concerto pour piano et orchestre no 1 op. 31 + Introduction & Allegro pour piano et orchestre op. 49 + Symphonie Orientale op. 84 : Sangiorgio (piano), Royal Scottish National Orchestra : Martin Yates (direction d'orchestre), Dutton - 2011
- Concerto pour piano et orchestre no 2 op. 148 + Deux Suites d'orchestre de l'opéra "Jocelyn" op. 100 + Fantaisie Persane op. 152 + Ouverture des "Guelfes" : Sangiorgio (piano), Kiseliov, Royal Scottish National Orchestra : Martin Yates (direction d'orchestre) , Dutton - 2012
- Concertos pour piano et orchestre no 1 op. 31 & no 2 op. 148 + Introduction et Allegro pour piano et orchestre op. 49 : Howard Shelley (piano & direction d'orchestre), Tasmanian Symphony Orchestra, Hyperion - 2013 (Collection Le Concerto romantique pour piano, Vol. 63)
- Piano Works, Alessandro Deljavan (piano), Piano Classics, 2014
- Piano works Vol. 1  Sonates pour piano n° 1 & 2 op. 63 & 94 et Pièces diverses : Eliane Reyes, Grand Piano : GP683
- Piano works Vol. 2  Fantaisie op. 143, 4 Nocturnes et Pièces diverses : Eliane Reyes, Grand Piano : GP684
- Les quatre sonates pour piano et violon, par Dana Ciocarlie, piano, et Nicolas Dautricourt, violon, Aparté et Palazzetto Bru Zane - 2015
- Les Trois Quatuors à cordes, par le Quatuor Élysée, Timpani - 2015
- Symphonies : Gothique op. 23 & no 2 op. 57 + Trois Morceaux pour orchestre op. 51 : Orchestre de la radio de Munich, David Reiland (direction d'orchestre) CPO - 2016
- Mélodies : Tassis Christoyannis (baryton) et Jeff Cohen (piano), Aparté et Palazzetto Bru Zane, 2016